# Thomas Linnemann
Thomas Linnemann (født 14. november 1797 i Vejle, død 14. februar 1868 på Hopballegård) var en dansk gårdejer, kammerråd og politiker.
Linnemann var søn af købmand Henrik Linnemann. Folketings- og landstingsmand I.H. Linnemann var hans brorsøn. Han tog exam.jur. i 1817. Linnemann købte gården Haughus i Jelling Sogn nord for Vejle i 1822. Han solgte Haughus i 1854 og købte i stedet Hopballegård – også i Jelling Sogn – i 1855.
Linnemann var tiendekommissær i Vejle Amt 1837-1855. Han var også forligskommissær og fra 1845 landvæsenskommissær. Han var medlem af sogneforstanderskabet 1842-1861 og skolepatron i en årrække. Han var desuden medlem af amtsrådet i Vejle Amt 1842-1848.
Han var medstifter af Vejle Amts yngre Brandforsikring i 1841 og dens kasserer og leder til sin død i 1868.
Linnemann blev valgt til Folketinget i Vejle Amts 3. valgkreds (Vejlekredsen) ved folketingsvalget 26. februar 1853, men genopstillede ikke ved næste valg kun 3 måneder senere.
Han blev udnævnt til kammerråd i 1845.